# Indalmus kirbyanus
Indalmus kirbyanus là một loài bọ cánh cứng trong họ Endomychidae. Loài này được Latreille miêu tả khoa học năm 1807.